# IC 964
IC 964 ist eine Galaxie vom Hubble-Typ S? im Sternbild Bärenhüter am Nordsternhimmel. Sie ist schätzungsweise 297 Millionen Lichtjahre von der Milchstraße entfernt.
Das Objekt wurde am 23. Juni 1892 von dem französischen Astronomen Stéphane Javelle entdeckt.